# Киквинське сільське поселення
Кикви́нське сільське поселення (рос. Кыквинское сельское поселение) — муніципальне утворення у складі Шарканського району Удмуртії, Росія. Адміністративний центр — присілок Киква.

## Територія
Площа поселення становить 83,27 км², з яких сільськогосподарські угіддя складають 53,48 км², під водоймами 58 га.

## Історія
Киквинська сільська рада Шарканської волості Іжевського повіту була утворена 1924 року. 1929 року Шарканська волость була ліквідована, а сільська рада увійшла до складу Шарканського району Вотської АО, з 1932 року — Удмуртської АО, з 1934 року — Удмуртської АРСР. 8 грудня 1962 року район був ліквідований, а його територія увійшла до складу Воткінського району. 16 листопада 1965 року район був відновлений у своїх старих межах. З 1 жовтня 1999 року сільська рада перейменована в сільську адміністрацію, з 27 липня 2005 року — в сільське поселення.

## Населення
Населення — 650 осіб (2015; 697 в 2012, 698 в 2010).

## Склад
До складу поселення входять такі населені пункти:
| Населений пункт            | Населення, осіб (2010) | Населення, осіб (2012) |
| -------------------------- | ---------------------- | ---------------------- |
| Киква, присілок            | 410                    | 412                    |
| Ключі, присілок            | 0                      | 0                      |
| Післегово, присілок        | 55                     | 56                     |
| Старе Ягіно, присілок      | 116                    | 115                    |
| Старий Байбек, присілок    | 56                     | 55                     |
| Удмуртські Альці, присілок | 61                     | 59                     |

## Господарство
На території поселення працюють 2 сільськогосподарських підприємства, 2 фермерства, 4 магазини. Соціальна сфера представлена будинком культури, бібліотекою, школою, садочком, 2 фельдшерсько-акушерських пункти.